# Apollon Limassol
El Apollon Limassol (en griego: Απόλλων Λεμεσού) es un club polideportivo de Chipre, de la ciudad de Limasol. Fue fundado en 1954 y posee secciones de fútbol, baloncesto y voleibol.

## Historia
El Apollon Limassol fue fundado en Limassol, Chipre el 13 de febrero de 1954. En 1955 el club envió una solicitud a la Asociación de Fútbol de Chipre para jugar en la liga chipriota, solicitud que fue aceptada el 16 de octubre del mismo año, obteniendo el permiso para jugar en la segunda división. El emblema del club era el antiguo dios griego del sol Apolo, y desde entonces es el club más importante de la ciudad, con los fanáticos más fieles de Limassol.

### Sección de fútbol
En su primer año en el fútbol profesional, el Apollon sufrió 8 derrotas en 8 partidos en un grupo regional de la segunda división. Antes del comienzo de la siguiente temporada (1956-57), hubo una crisis en el AEL Limassol y muchos de sus jugadores dejaron el equipo y se unieron al Apollon. Debido al acontecimiento, a nadie le sorprendió que el club ganara su grupo regional de segunda división, y luego los play-offs para conseguir el ascenso a primera división. Desde su ascenso en la temporada 1956-57, el Apollon ha jugado ininterrumpidamente en primera división.
Las cosas no estaban fáciles para el recién ascendido. El equipo luchó en la medianía de la tabla durante muchas temporadas, pero a mediados de los 60', la situación comenzaba a cambiar. En 1965, el club llegaba a la final de la copa, pero caía en la final, aunque un año más tarde, el Apollon Limassol obtenía el trofeo perdido un año atrás.
El equipo consiguió retener el título de copa en 1967, aunque debió esperar 15 años para volver a escribir páginas en la historia grande del club. En 1982 el club volvía a llegar a la final de la copa, pero volvía a caer en la instancia definitoria. Aunque la final del torneo marcó el inicio de una nueva era para el Apollon. En los años siguientes el club ganaría 3 ligas (1991, 1994 y 2006), conseguiría 4 subcampeonatos (1984, 1989, 1993 y 1997), obtendría 3 Copas (1986, 1992 y 2001) y 5 subcampeonatos de copa (1982, 1987, 1994, 1995 y 1998).
En 2006 el Apollon consigue el título de liga después de 12 años, siendo también el único campeón invicto en Europa. El club estuvo invicto durante 36 partidos (desde marzo de 2005 hasta septiembre de 2006).

### Sección de baloncesto
La sección de baloncesto fue fundada en 1966, pero no consiguió éxitos deportivos hasta la temporada 1999-00, a excepción de dos participaciones en competiciones europeas en 1989 y 1990. En esa temporada, el equipo consiguió volver a los torneos europeos al llegar a la final del campeonato por primera vez, aunque fueron batidos por el Keravnos por 3-1. Aunque el equipo no logró consagrarse campeón esa temporada, el club volvió a llegar a las finales, aunque volvió a caer frente al Keravnos. Pese a que el equipo cayó en dos finales consecutivas, lograron sobreponerse y en la temporada siguiente (2002) lograron alzarse con el trofeo.
En 2003, el Apollon participó en el Campeonato Regional de Europa Meridional, en el cual ingresó a la fase final al eliminar al Hapoel Galil-Elyon de Israel por marcadores de 67-65 en Chipre y un empate 86-86 en Israel. Ya en la fase final, el club se preparó para ser anfitrión de la fase final en su estadio, el Apollon Stadium. El oponente en las semifinales era el archirrival del club, el AEL Limassol. El ganador de la llave sería el primer equipo chipriota en disputar una final europea. Lamentablemente, el Apollon caería por 52-73, aunque igualmente consigue el tercer puesto, al vencer al Arad Basket de Rumania por 79-65.
En 2004, el equipo vuelve a caer en la final del campeonato, aunque de todas formas consigue volver a participar en una fase final nuevamente, en el torneo europeo meridional de la FIBA, al eliminar al Dinamo Bucuresti de Rumania por marcadores de 80-73 y 63-57. Pero en la fase final el equipo cayó en semifinales ante el West Petrom de Rumania por 65-71 y también en el partido por el tercer puesto, ante el Keravnos chipriota por 89-95.
El equipo también alcanzó por primera vez las semifinales de la Copa Paneuropea (anterior a la competición meridional) y  el EuroCup Challenge, luego de eliminar al BU Poli Mobitelco Cluj-Napoca rumano 82-71 en casa y 86-75 en la vuelta. En las semifinales el 77-75 conseguido en la ida no fue suficiente para eliminar al CSK-VVS Samara, por lo que se quedaron en el camino al caer por 76-50 en Rusia.

### Sección de voleibol
Miembro fundador de la Asociación de voleibol de Chipre, el equipo femenino ha participado en tres finales de campeonato (1999, 2001 y 2003) y en cinco finales de copa (1992, 1997, 1998, 2000 y 2003), aunque su verdugo en todas las definiciones es el AEL Limassol. En 2003, el equipo perdió ambas finales contra el AEL, aunque como el AEL ganó ambos campeonatos, el Apollon clasificó para jugar la Super Copa, el 23 de septiembre de 2003. El club fue el anfitrión del partido y venció categóricamente al AEL por 3-0, consiguiendo el primer trofeo en su historia.

## Estadio
El equipo de fútbol del Apollon juega sus partidos de local en el Tsirion Stadium (antes conocido como el Olympia Stadium), un estadio multiuso con capacidad para 14.400 espectadores.
El estadio también es sede del AEL Limassol y el Aris Limassol. El campo fue construido en 1975. El club actualmente usa el sector oeste del estadio, pero la mayoría de las veces ese lugar se atesta, por lo que usan el sector este.
El Apollon también posee un estadio techado, el Apollon Stadium, con capacidad para 2600 espectadores, sede de la fase final del Campeonato Regional de Europa Meridional. En la final, el AEL Limassol venció al KK Igokea por 92-82, transformándose en el primer equipo chipriota en ganar un torneo internacional. Es sede de los equipos de voleibol y baloncesto del Apollon.

## Palmarés

### Sección de fútbol
- Primera División de Chipre (4): 1991, 1994, 2006, 2022.
- Copa de Chipre (9): 1966, 1967, 1986, 1992, 2001, 2010, 2013, 2016, 2017
- Super Copa de Chipre (3): 2006, 2016, 2017.

### Sección de baloncesto
- Copa de Chipre (1): 2002

### Sección de voleibol
- Super Copa de Chipre (1): 2003

## Participación en competiciones de la UEFA
| Temporada | Torneo                   | Ronda            | Club                     | Casa | Visita    | Global      |  |
| --------- | ------------------------ | ---------------- | ------------------------ | ---- | --------- | ----------- |  |
| 1966–67   | UEFA Cup Winners' Cup    | 1                | Standard Lieja           | 0–11 | 1–5       | 1–6         |  |
|           |                          |                  |                          |      |           |             |  |
| 1967–68   | UEFA Cup Winners' Cup    | 1                | Győri ETO                | 0–42 | 0–5       | 0–9         |  |
|           |                          |                  |                          |      |           |             |  |
| 1982–83   | UEFA Cup Winners' Cup    | 1                | FC Barcelona             | 1–1  | 0–8       | 1–9         |  |
|           |                          |                  |                          |      |           |             |  |
| 1984–85   | UEFA Cup                 | 1                | Bohemians                | 2–2  | 1–6       | 3–8         |  |
|           |                          |                  |                          |      |           |             |  |
| 1986–87   | UEFA Cup Winners' Cup    | 1                | Malmö FF                 | 2–1  | 0–6       | 2–7         |  |
|           |                          |                  |                          |      |           |             |  |
| 1989–90   | UEFA Cup                 | 1                | Real Zaragoza            | 0–3  | 1–1       | 1–4         |  |
|           |                          |                  |                          |      |           |             |  |
| 1991–92   | European Cup             | 1                | Universitatea Craiova    | 3–0  | 0–2       | 3–2         |  |
| 1991–92   | European Cup             | 2                | Red Star Belgrade        | 0–2  | 1–3       | 1–5         |  |
|           |                          |                  |                          |      |           |             |  |
| 1992–93   | UEFA Cup Winners' Cup    | 1                | Liverpool                | 1–2  | 1–6       | 2–8         |  |
|           |                          |                  |                          |      |           |             |  |
| 1993–94   | UEFA Cup                 | 1                | Vác-Újbuda               | 4–0  | 0–2       | 4–2         |  |
| 1993–94   | UEFA Cup                 | 2                | Inter Milan              | 3–3  | 0–1       | 3–4         |  |
|           |                          |                  |                          |      |           |             |  |
| 1994–95   | UEFA Cup                 | Preliminar       | KS Teuta Durrës          | 4–2  | 4–1       | 8–3         |  |
| 1994–95   | UEFA Cup                 | 1                | FC Sion                  | 1–3  | 3–2 (aet) | 4–5         |  |
|           |                          |                  |                          |      |           |             |  |
| 1997–98   | UEFA Cup                 | Clasificatoria 1 | MYPA                     | 3–0  | 1–1       | 4–1         |  |
| 1997–98   | UEFA Cup                 | Clasificatoria 2 | RE Mouscron              | 0–0  | 0–3       | 0–3         |  |
|           |                          |                  |                          |      |           |             |  |
| 1998–99   | UEFA Cup Winners' Cup    | Clasificatoria   | FK Ekranas               | 3–3  | 2–1       | 5–4         |  |
| 1998–99   | UEFA Cup Winners' Cup    | 1                | FK Baumit Jablonec       | 2–1  | 1–2 (aet) | 3–3 (4–3 p) |  |
| 1998–99   | UEFA Cup Winners' Cup    | 2                | Panionios                | 0–1  | 2–3       | 2–4         |  |
|           |                          |                  |                          |      |           |             |  |
| 2001–02   | UEFA Cup                 | Clasificatoria   | Tirana                   | 3–1  | 2–3       | 5–4         |  |
| 2001–02   | UEFA Cup                 | 1                | Ajax                     | 0–3  | 0–2       | 0–5         |  |
|           |                          |                  |                          |      |           |             |  |
| 2006–07   | UEFA Champions League    | Clasificatoria 1 | Cork City                | 1–1  | 0–1       | 1–2         |  |
|           |                          |                  |                          |      |           |             |  |
| 2010–11   | UEFA Europa League       | Clasificatoria 3 | FC Sibir Novosibirsk     | 2–1  | 0–1       | 2–2 (a)     |  |
|           |                          |                  |                          |      |           |             |  |
| 2013–14   | UEFA Europa League       | Play-off         | Nice                     | 2–0  | 0–1       | 2–1         |  |
| 2013–14   | UEFA Europa League       | Grupo J          | Trabzonspor              | 1–2  | 2–4       | 3º Lugar    |  |
| 2013–14   | UEFA Europa League       | Grupo J          | Legia Warsaw             | 0–2  | 1–0       | 3º Lugar    |  |
| 2013–14   | UEFA Europa League       | Grupo J          | Lazio                    | 0–0  | 1–2       | 3º Lugar    |  |
|           |                          |                  |                          |      |           |             |  |
| 2014–15   | UEFA Europa League       | Play-off         | Lokomotiv de Moscú       | 1–1  | 4–1       | 5–2         |  |
| 2014–15   | UEFA Europa League       | Grupo A          | FC Zürich                | 3-2  | 1–3       | 4º Lugar    |  |
| 2014–15   | UEFA Europa League       | Grupo A          | Villarreal               | 0–2  | 0–4       | 4º Lugar    |  |
| 2014–15   | UEFA Europa League       | Grupo A          | Borussia Mönchengladbach | 0–2  | 0–5       | 4º Lugar    |  |
|           |                          |                  |                          |      |           |             |  |
| 2015–16   | UEFA Europa League       | Clasificatoria 1 | FC Saxan                 | 2–0  | 2–0       | 4–0         |  |
| 2015–16   | UEFA Europa League       | Clasificatoria 2 | FK Trakai                | 4–0  | 0–0       | 4–0         |  |
| 2015–16   | UEFA Europa League       | Clasificatoria 3 | Gabala                   | 1–1  | 0–1       | 1–2         |  |
|           |                          |                  |                          |      |           |             |  |
| 2016-17   | UEFA Europa League       | Clasificatoria 3 | Grasshopper              | 3–3  | 1–2       | 4–5         |  |
|           |                          |                  |                          |      |           |             |  |
| 2017–18   | UEFA Europa League       | Clasificatoria 2 | Zaria Bălți              | 3–0  | 2–1       | 5–1         |  |
| 2017–18   | UEFA Europa League       | Clasificatoria 3 | Aberdeen                 | 2–0  | 1–2       | 3–2         |  |
| 2017–18   | UEFA Europa League       | Playoff          | Midtjylland              | 3–2  | 1–1       | 4–3         |  |
| 2017–18   | UEFA Europa League       | Grupo E          | Lyon                     | 1–1  | 0–4       | 4º Lugar    |  |
| 2017–18   | UEFA Europa League       | Grupo E          | Everton                  | 0–3  | 2–2       | 4º Lugar    |  |
| 2017–18   | UEFA Europa League       | Grupo E          | Atalanta                 | 1–1  | 1–3       | 4º Lugar    |  |
| 2018–19   | UEFA Europa League       | Clasificatoria 1 | Stumbras                 | 2–0  | 0–1       | 2–1         |  |
| 2018–19   | UEFA Europa League       | Clasificatoria 2 | Željezničar              | 3–1  | 2–1       | 5–2         |  |
| 2018–19   | UEFA Europa League       | Clasificatoria 3 | Dinamo Brest             | 4–0  | 0–1       | 4–1         |  |
| 2018–19   | UEFA Europa League       | Playoff          | Basel                    | 1–0  | 2–3       | 3–3 (a)     |  |
| 2018–19   | UEFA Europa League       | Grupo H          | Lazio                    | 2–0  | 1–2       | 3º Lugar    |  |
| 2018–19   | UEFA Europa League       | Grupo H          | Olympique de Marsella    | 2–2  | 3–1       | 3º Lugar    |  |
| 2018–19   | UEFA Europa League       | Grupo H          | Eintracht Fráncfort      | 2–3  | 0–2       | 3º Lugar    |  |
| 2019–20   | UEFA Europa League       | Clasificatoria 1 | Kauno Žalgiris           | 4–0  | 2–0       | 6–0         |  |
| 2019–20   | UEFA Europa League       | Clasificatoria 2 | Shamrock Rovers          | 3–1  | 1–2       | 4–3 (t. s.) |  |
| 2019–20   | UEFA Europa League       | Clasificatoria 3 | Austria Viena            | 3–1  | 2–1       | 5–2         |  |
| 2019–20   | UEFA Europa League       | Play-Off         | PSV                      | 0–4  | 0–3       | 0–7         |  |
| 2020–21   | UEFA Europa League       | Clasificatoria 1 | Saburtalo Tbilisi        | 5–1  | –         | 5–1         |  |
| 2020–21   | UEFA Europa League       | Clasificatoria 2 | OFI                      | –    | 1–0       | 1–0         |  |
| 2020–21   | UEFA Europa League       | Clasificatoria 3 | Lech Poznań              | 0–5  | –         | 0–5         |  |
| 2021–22   | Europa Conference League | Clasificatoria 2 | Žilina                   | 1–3  | 2–2       | 3–5         |  |
|           |                          |                  |                          |      |           |             |  |
| 2022–23   | UEFA Champions League    | Clasificatoria 3 | Maccabi Haifa            | 2–0  | 0–4       | 2–4         |  |
|           |                          |                  |                          |      |           |             |  |
| 2022–23   | UEFA Europa League       | Playoff          | Olympiacos               | 1–1  | 1–1 (aet) | 2–2 (1–3 p) |  |
|           |                          |                  |                          |      |           |             |  |
| 2022–23   | UEFA Conference League   | Grupo E          | AZ                       | 1–0  | 2–3       | 3° Lugar    |  |
| 2022–23   | UEFA Conference League   | Grupo E          | Vaduz                    | 1-0  | 0–0       | 3° Lugar    |  |
| 2022–23   | UEFA Conference League   | Grupo E          | Dnipro-1                 | 1–3  | 0-1       | 3° Lugar    |  |

- 1: Ambos partidos se jugaron en Bélgica.
- 2: Ambos partidos se jugaron en Holanda.

### Récord Europeo
| Torneo                        | Apariciones | J   | G  | E  | P  | GF  | GC  |
| ----------------------------- | ----------- | --- | -- | -- | -- | --- | --- |
| UEFA Champions League         | 3           | 8   | 2  | 1  | 5  | 7   | 13  |
| UEFA Europa League / UEFA Cup | 16          | 85  | 32 | 18 | 35 | 126 | 136 |
| UEFA Europa Conference League | 2           | 6   | 1  | 2  | 3  | 7   | 11  |
| UEFA Cup Winners' Cup         | 6           | 16  | 3  | 2  | 11 | 16  | 50  |
| Total                         | 27          | 112 | 37 | 22 | 53 | 153 | 207 |